# Алексєєв Михайло Миколайович
Миха́йло Микола́йович Алексє́єв — майор медичної служби Збройних сил України, учасник російсько-української війни.

## Нагороди
за особисту мужність і героїзм, виявлені у захисті державного суверенітету та територіальної цілісності України, вірність військовій присязі під час російсько-української війни, відзначений — нагороджений
- 27 червня 2015 року — орденом «За мужність» III ступеня
- Медаль «За військову службу Україні»[1]